# Ville Mattila
Ville Mattila   (Haapavesi, 9 de març de 1903 - Haapavesi, 11 de juliol de 1987) fou un esquiador finlandès que va competir durant la dècada del 1920.
El 1924 va prendre part en els Jocs Olímpics de Chamonix. Va guanyar la medalla de plata en la prova de patrulla militar per equips, formant equip amb August Eskelinen, Heikki Hirvonen i Väinö Bremer. Quatre anys més tard, als Jocs de Sankt Moritz, fou desè en la cursa dels 18 quilòmetres del programa d'esquí de fons.